# Nowa Polska (miesięcznik)
Nowa Polska – polski miesięcznik ukazujący się w Londynie w latach 1942–1946.

## Opis
Czasopismo miało charakter liberalno-demokratyczny. Ukazywało się od kwietnia 1942 do listopada 1946. Publikowano w nim teksty zarówno społeczno-polityczne, jak i literackie. Redaktorem pisma był Antoni Słonimski, zaś pojawiały się w nim teksty poetów, takich jak Julian Tuwim, Stanisław Baliński, Maria Pawlikowska-Jasnorzewska, Marian Czuchnowski, Władysław Broniewski, Stefan Themerson, prozaików jak Maria Kuncewiczowa, Zygmunt Haupt, Teodor Parnicki, reporterów, jak Ksawery Pruszyński, Aleksander Janta-Połczyński, Bolesław Pomian, a także teksty innych autorów, jak Karol Estreicher, Maria Danilewicz Zielińska, Herminia Naglerowa.